# 亚历山大·杰久什科
亚历山大·维克托罗维奇·杰久什科（俄語：Александр Викторович Дедюшко，1962年5月20日—2007年11月3日）是俄罗斯电视节目男演員。以出演战争剧和俄罗斯版的“舞动奇迹”真人秀而出名。

## 生平
杰久什科出生于苏联白俄罗斯加盟国格羅德諾州瓦夫卡維斯克。1989年至1995年，他在弗拉基米尔市剧院工作。从21世纪初开始，杰久什科成为俄罗斯电视节目主持人。
2007年11月3日，杰久什科驾驶汽车，在佩圖什基冰雪覆盖的道路上失控后遭遇车祸，他连同车上的妻儿全部遇难。

## 出演作品
电影
- 西伯利亚理发师（1998年）
- 母亲（1989年）